# Élections générales espagnoles de 1840
Les élections générales espagnoles de 1840 sont les élections à Cortès célébrées en Espagne le 19 janvier 1840, au début de la régence d'Espartero, au suffrage censitaire masculin.
La législature commence le 18 février 1840, le Parlement est suspendu le 25 juillet suivant et la législature prend fin le 11 octobre 1840 de la même année.  Le président du Congrès des députés est Álvaro Flórez Estrada jusqu'au 17 mars 1840 puis Francisco Javier Istúriz y Montero.